# Jasuhito Endó
Jasuhito Endó (* 28. leden 1980) je japonský fotbalový záložník a bývalý reprezentant. Disponuje skvělou kopací technikou a patří tak mezi nejlepší exekutory přímých kopů.

## Reprezentační kariéra
Jasuhito Endó odehrál 148 reprezentačních utkání za japonský národní tým. S japonskou reprezentací se zúčastnil Mistrovství světa 2006, 2010, 2014.

## Statistiky
| Japonsko | Japonsko | Japonsko |
| Roky     | Záp.     | Góly     |
| -------- | -------- | -------- |
| 2002     | 1        | 0        |
| 2003     | 11       | 1        |
| 2004     | 16       | 2        |
| 2005     | 8        | 0        |
| 2006     | 8        | 0        |
| 2007     | 13       | 1        |
| 2008     | 16       | 3        |
| 2009     | 12       | 0        |
| 2010     | 15       | 2        |
| 2011     | 13       | 0        |
| 2012     | 11       | 1        |
| 2013     | 16       | 2        |
| 2014     | 8        | 2        |
| 2015     | 4        | 1        |
| Celkem   | 152      | 15       |